# 지구과학
지구과학(地球科學, 영어: earth science 또는 geoscience)은 행성인 지구와 그 주위의 천체를 연구하는 학문들을 묶어 부르는 이름이다. 지구의 환경은 크게 육지, 바다, 대기로 나누어지며, 이러한 환경들은 각각 지구과학의 주요 분야라고 할 수 있는 지질과학, 수문과학, 대기과학 분야의 주요연구대상이 된다. 일반적으로 지구과학으로 불리는 학문들은 대기에서 일어나는 현상을 대상으로 하는 기상학, 지구 표면의 물질을 주로 대상으로 하는 지질학, 바다 현상을 대상으로 하는 해양학, 지구의 깊은 속에서 일어나는 현상을 대상으로 하는 지구물리학과 실용적인 응용분야로서 환경공학, 우주 현상을 대상으로 하는 천문학 등이 있다.
지구과학에는 많은 전문 분야가 포괄되지만 대체로 여섯 가지로 나뉜다.
1. 지표면과 지표면 위에 있는 물과 공기 연구
2. 고체로 구성된 지구의 조성에 대한 연구
3. 지형에 대한 연구
4. 지구의 역사에 관련된 연구
5. 외계행성의 지질 연구
6. 실용적인 응용 분야

## 분야
- 자연지리학 (physical geography)
- 지형학 (geomorphology, topography)
- 수문학 (hydrology)
- 기후학 (climatology)
- 지역지리학
- 측지학 (geodesy)
- 토양학 (pedology, soil science)
- 지질학 (geology)
- 지사학 (historical geology)
- 고생물학 (paleontology)
- 층서학 (층위학, stratigraphy)
- 퇴적학 (sedimentology)
- 구조지질학 (structural geology)
- 암석학 (petrology)
- 광물학 (mineralogy)
- 광상학 (economic geology, science of mineral deposit)
- 지구화학 (geochemistry)
- 지구물리학 (geophysics)
- 지구전자기학
- 지진학 (seismology)
- 화산학 (volcanology)
- 해양학 (oceanography)
- 물리해양학 (physical oceanography)
- 해양화학 (chemical oceanography)
- 해양생물학 (biological oceanography, marine biology)
- 해양지질학 (marine geology)
- 기상학 (meteorology)
- 대기물리학
- 대기화학
- 설빙학 (glaciology)
- 지구환경과학
- 지구공학
- 행성과학 (planetology)

### 관련 분야
- 천문학 (astronomy) - 우주 물리학(천체 물리학, astrophysics) - 우주 과학 (space science)
- 토목공학 (civil engineering)